# Bravas de León
Bravas de León es un equipo femenino de la Liga Mexicana de Softbol con sede en León, Guanajuato.

## Historia
El equipo femenil de Los Bravos de León fue una de las seis franquicias de la Liga Mexicana de Sóftbol 2024. Su debut fue en enero de 2024 en donde se enfrentó a los Charros de Jalisco (sóftbol) y concluyó en última posición de la tabla.
Durante la fase regular de la segunda temporada de la LMS, la novena leonesa se posicionaron en el segundo sitio del ranking con récord de 20 partidos ganados y 8 perdidos.

## Estadio
La casa del equipo es el Estadio Domingo Santana, también conocido como La Fortaleza y se encuentra en León, Guanajuato.

## Jugadoras

### Roster actual
Actualizado al 11 de marzo de 2025.
| Bravas de León (sóftbol) Roster 2025 |                           |                   |
| C U E R P O T É C N I C O            |                           |                   |
|                                      | Bandera de México         | Nancy Prieto      |
|                                      | Bandera de México         | Adriana Pérez     |
|                                      | Bandera de Cuba           | Pedro Torres      |
|                                      | Bandera de España         | Manuel Rodríguez  |
| J U G A D O R A S                    |                           |                   |
| L A N Z A D O R A S                  |                           |                   |
| 77                                   | Bandera de España         | Diana Belman      |
| 14                                   | Bandera de Estados Unidos | Jordan Johnson    |
| 42                                   | Bandera de Estados Unidos | Courtney Wyche    |
| 25                                   | Bandera de Cuba           | Lixania Meléndez  |
| R E C E P T O R A S                  |                           |                   |
| 55                                   | Bandera de México         | Diana Árcega      |
| 19                                   | Bandera de Italia         | Marta Gasparotto  |
| J U G A D O R A S D E C U A D R O    |                           |                   |
|                                      | Bandera de México         | Marlene Espinoza  |
| 2                                    | Bandera de México         | Patricia Ponce    |
| 6                                    | Bandera de México         | Fabiola Ramírez   |
| 3                                    | Bandera de Italia         | Giulia Longhi     |
| 10                                   | Bandera de Estados Unidos | Makena Brocki     |
| 20                                   | Bandera de Estados Unidos | Daisy Muñoz       |
| 25                                   | Bandera de Cuba           | Lixania Meléndez  |
| 23                                   | Bandera de México         | Micaela Rueda     |
| J A R D I N E R A S                  |                           |                   |
| 11                                   | Bandera de México         | Mariángel Barbosa |
| 9                                    | Bandera de México         | Arisdelsy Higuera |
| 44                                   | Bandera de México         | Isabel Abril      |

## Récords
Durante la Liga Mexicana de Sóftbol 2025, Jordan Johnson, fue una de las cinco lanzadoras que rebasó el centenar de ponches, con 105.